# Mamai

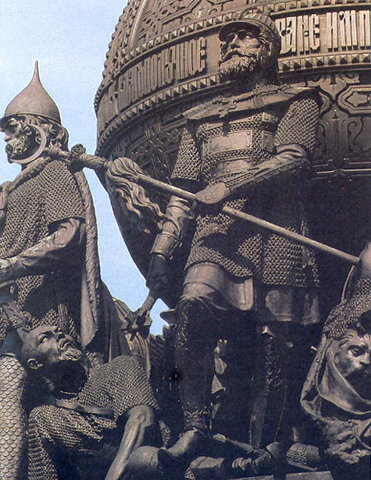
Besiegter Mamai liegt unter den Füßen von Dmitri Donskoi, Szene des Nationaldenkmals Tausend Jahre Russland in Nowgorod

Mamai war ein Emir der Goldenen Horde, der Gegenspieler des Dmitri Donskoi in der Schlacht auf dem Kulikowo Pole 1380.
Als die Goldene Horde mit dem Tod Dschani Begs 1357 in inneren Machtkämpfen auseinanderbrach, waren Morde an Rivalen an der Tagesordnung. Zunächst starb der regierende Clan Dschani Begs aus, als dessen Sohn Berdi Beg (reg. 1357–1359) viele seiner Brüder töten ließ, bis er schließlich selbst ermordet wurde.
Mamai stammte der von Abdul Ghaffar gesammelten tatarischen Überlieferung zufolge aus dem Stamm Qyjat und mischte in diesen Machtkämpfen ab 1361 mit. In diesem Jahr besiegte und tötete er Temür Hoga, den Sohn des Hizyr Khan Mahmud; Hizyr war der 4. Nachfolger Dschani Begs und ein Scheibanide. An seiner Stelle setzte er einen eigenen Khan namens Abd Ullah (russ. Avdulja), einen Nachkommen Usbeks ein, während die Emire im Wolgaraum einen Khan namens Mürid (Murat, Amurat, ungeklärte Herkunft) ernannten.
Im nachfolgenden Machtkampf konnte sich jedoch keine der beiden Seiten durchsetzen, Mamai gewann für Abd Ullah eine Schlacht und verlor eine andere. Der Khan machte sich schließlich durch seine Mordtaten so verhasst, dass ihn Mürids Nachfolger Azis (Osis, ungeklärte Herkunft, reg. 1364–1367 – ermordet) 1366/67 an den Syr-darja verjagen konnte. Abd Ullahs Münzen existierten noch bis 1369.
Neben diesen beiden großen Machtblöcken tauchten zunehmend noch weitere Thronanwärter und Emire auf, so dass russische Chronisten für die frühen 1370er Jahre schließlich neun verschiedene Hoflager verzeichneten. Diverse prinzliche Thronanwärter („Khan“) und Emire besetzten nacheinander Sarai, Neu-Sarai oder Asow und konnten gerade noch Münzen zum Zeichen ihrer Souveränität prägen lassen, bis sie einem Rivalen weichen mussten oder getötet wurden.
Dabei wurde die Krim und das Gebiet am Don zur Machtbasis des Emirs. 1370 schritt er zur Einsetzung eines neuen Khans namens Mehemed Bulaq (Mamat, ungeklärte Herkunft, Münzen bis 1380/1), der sich aber auch nicht durchsetzen konnte. 1374 wurden Mamais Gesandte in Nischni Nowgorod ermordet, das auch einen Räuber namens Prokop duldete und daraufhin 1378 vom Khan Arabsah (Arapsa), einem Scheibaniden, der um 1376/78 regierte, und Mamais Truppen geplündert wurde. Zu der Zeit, als Mamais Abgesandter Mursa Begitsch an der Wosha/Oka am 11. August 1378 von Dmitri Donskoi geschlagen wurde, stieg Mamai wieder zur führenden Figur der Goldenen Horde auf. Sein verbliebener Gegenspieler war der Khan Toktamisch, der auch Arabsah aus Sarai vertrieb.
Vorerst rüstete Mamai aber unter Aufbietung aller Kräfte und im Bündnis mit Władysław II. Jagiełło von Litauen zum Krieg gegen Moskau bzw. Dmitri Donskoi. Am 8. September 1380 wurde Mamai in der berühmten Schlacht von Kulikowo (Kulikowo pole, Schnepfen-/Wachtelfeld) von Dmitri Donskoi geschlagen. Damit war er so geschwächt, dass er auch von Toktamisch in einem Gefecht an der Kalka besiegt werden konnte, woraufhin Toktamisch die Goldene Horde wiedervereinigte. Mamai floh zu den Genuesen auf die Krim und wurde dort ermordet.
Nach ihm wurde der Mamajew-Hügel bei Wolgograd benannt.